# Аталамія Спатиза
Аталамія Спатиза (Athalamia spathysii) — вид печіночників родини клевеєвих (Cleveaceae).
Таксон вважається синонімом до Clevea spathysii (Lindenb.) Müll.Frib.

## Поширення
Зареєстрований у Європі й Африці.